# Thorsten Margis
Thorsten Margis (ur. 14 sierpnia 1989 w Bad Honnef) – niemiecki bobsleista, dwukrotny mistrz olimpijski, wielokrotny medalista mistrzostw świata.

## Kariera
Pierwszy sukces w karierze Margis osiągnął w 2015 roku, kiedy wspólnie z Francesco Friedrichem zwyciężył w dwójkach podczas mistrzostw świata w Winterbergu. Wynik ten powtórzył na rozgrywanych rok później mistrzostwach świata w Igls. Na tej samej imprezie reprezentacja Niemiec w składzie: Francesco Friedrich, Candy Bauer, Gregor Bermbach i Thorsten Margis zdobyła srebrny medal w czwórkach. W zawodach Pucharu Świata zadebiutował 6 stycznia 2013 roku w Altenbergu, zajmując trzecie miejsce w czwórkach. W 2014 roku wystartował na igrzyskach olimpijskich w Soczi, gdzie był dziesiąty w czwórkach. Cztery lata później, w Pjongczangu, wywalczył złoto w dwójkach i czwórkach.